# Beilschmiedia jacques-felixii
Beilschmiedia jacques-felixii är en lagerväxtart som beskrevs av Robyns & Wilczek. Beilschmiedia jacques-felixii ingår i släktet Beilschmiedia och familjen lagerväxter. Inga underarter finns listade i Catalogue of Life.